# Comuna Carpen, Dolj
Carpen este o comună în județul Dolj, Oltenia, România, formată din satele Carpen (reședința), Cleanov și Geblești.

## Demografie
Componența etnică a comunei Carpen
     Români (92%)
     Alte etnii (8%)
Componența confesională a comunei Carpen
     Ortodocși (92,34%)
     Alte religii (0,05%)
     Necunoscută (7,61%)
Conform recensământului efectuat în 2021, populația comunei Carpen se ridică la 2.063 de locuitori, în scădere față de recensământul anterior din 2011, când fuseseră înregistrați 2.375 de locuitori. Majoritatea locuitorilor sunt români (92%). Din punct de vedere confesional, majoritatea locuitorilor sunt ortodocși (92,34%), iar pentru 7,61% nu se cunoaște apartenența confesională.

## Politică și administrație
Comuna Carpen este administrată de un primar și un consiliu local compus din 11 consilieri. Primarul, Ștefan Vasilca[*], de la Partidul Social Democrat, este în funcție din 2016. Începând cu alegerile locale din 2024, consiliul local are următoarea componență pe partide politice:
|  | Partid                    | Consilieri | Componența Consiliului | Componența Consiliului | Componența Consiliului | Componența Consiliului | Componența Consiliului | Componența Consiliului | Componența Consiliului | Componența Consiliului | Componența Consiliului |
|  | ------------------------- | ---------- | ---------------------- | ---------------------- | ---------------------- | ---------------------- | ---------------------- | ---------------------- | ---------------------- | ---------------------- | ---------------------- |
|  | Partidul Social Democrat  | 9          |                        |                        |                        |                        |                        |                        |                        |                        |                        |
|  | Partidul Național Liberal | 1          |                        |                        |                        |                        |                        |                        |                        |                        |                        |
|  | Uniunea Salvați România   | 1          |                        |                        |                        |                        |                        |                        |                        |                        |                        |